# Seven Mile Island
Seven Mile Island är en ö i Kanada.   Den ligger i territoriet Nunavut, i den centrala delen av landet, 3 400 km nordväst om huvudstaden Ottawa. Arean är 4,1 kvadratkilometer.
Terrängen på Seven Mile Island är platt. Öns högsta punkt är 65 meter över havet. Den sträcker sig 3,1 kilometer i nord-sydlig riktning, och 4,8 kilometer i öst-västlig riktning.